# Combined Counties Football League 1985-86
Combined Counties Football League 1985–86  là giải đấu thứ 8 trong lịch sử Combined Counties Football League ở Anh, vận hành tại Cấp độ 9–10 của Hệ thống các giải bóng đá ở Anh.
Đội bóng British Aerospace (Weybridge) lần thứ 2 lên ngôi vô địch. Đội bóng mới gia nhập Chertsey Town kết thúc ở vị trí á quân và được thăng hạng trở lại Isthmian League, không có đội xuống hạng.

## Bảng xếp hạng
Giải đấu giữ nguyên ở con số 19 đội sau khi Southwick được thăng hạng trở lại Isthmian League và có một câu lạc bộ mới gia nhập:
- Chertsey Town, xuống hạng từ Isthmian League Division Two South.

| Pos | Club                              | P  | W  | D  | L  | GF | GA  | GDiff1 | Pts2 | Notes                      |
| --- | --------------------------------- | -- | -- | -- | -- | -- | --- | ------ | ---- | -------------------------- |
| 1   | British Aerospace (Weybridge) (C) | 36 | 26 | 6  | 4  | 95 | 36  | +59    | 84   |                            |
| 2   | Chertsey Town (P)                 | 36 | 26 | 3  | 7  | 95 | 32  | +63    | 81   | Joined the Isthmian League |
| 3   | Ash United                        | 36 | 24 | 6  | 6  | 76 | 24  | +52    | 78   |                            |
| 4   | Malden Vale                       | 36 | 21 | 6  | 9  | 74 | 44  | +30    | 69   |                            |
| 5   | Farnham Town                      | 36 | 21 | 4  | 11 | 77 | 42  | +35    | 67   |                            |
| 6   | Malden Town                       | 36 | 20 | 6  | 10 | 72 | 46  | +26    | 66   |                            |
| 7   | Merstham                          | 36 | 20 | 6  | 10 | 54 | 39  | +15    | 66   |                            |
| 8   | Cobham                            | 36 | 19 | 4  | 13 | 67 | 59  | +8     | 52*  |                            |
| 9   | Westfield                         | 36 | 15 | 4  | 17 | 55 | 72  | –17    | 52‡  |                            |
| 10  | Godalming Town                    | 36 | 14 | 6  | 16 | 64 | 57  | +7     | 48   |                            |
| 11  | Hartley Wintney                   | 36 | 12 | 7  | 17 | 51 | 51  | 0      | 43   |                            |
| 12  | Chobham                           | 36 | 9  | 11 | 16 | 36 | 53  | –17    | 41‡  |                            |
| 13  | Cove                              | 36 | 9  | 9  | 18 | 41 | 57  | –16    | 39‡  |                            |
| 14  | Virginia Water                    | 36 | 11 | 4  | 21 | 42 | 65  | –23    | 37   |                            |
| 15  | Farleigh Rovers                   | 36 | 9  | 7  | 20 | 40 | 63  | –23    | 34   |                            |
| 16  | Horley Town                       | 36 | 8  | 8  | 20 | 44 | 89  | –45    | 32   |                            |
| 17  | Cranleigh                         | 36 | 9  | 5  | 22 | 34 | 85  | –51    | 32   |                            |
| 18  | Frimley Green                     | 36 | 7  | 6  | 23 | 36 | 76  | –40    | 27   |                            |
| 19  | Fleet Town                        | 36 | 4  | 8  | 24 | 39 | 102 | –63    | 20   | Rời giải vào cuối mùa      |

* Cobham bị trừ 9 điểm.

‡ Chobham, Cove và Westfield mỗi đội được cộng 3 điểm.
1 Hệ thống dùng hiệu số bàn thắng để phân định hai đội có điểm bằng nhau được sử dụng.
2 Hệ thống điểm: 3 điểm cho một trận thắng, 1 điểm cho một trận hòa và 0 cho một trận thua.